# Крејн (Монтана)
Крејн (енгл. Crane) насељено је место без административног статуса у америчкој савезној држави Монтана.

## Демографија
По попису из 2010. године број становника је 102.
| Група             | 2000.    | 2010.      |
| Белци             | 0 (0,0%) | 98 (96,1%) |
| Афроамериканци    | 0 (0,0%) | 0 (0,0%)   |
| Азијати           | 0 (0,0%) | 0 (0,0%)   |
| Хиспаноамериканци | 0 (0,0%) | 4 (3,9%)   |
| Укупно            | 0        | 102        |